# Pyrrhorachis deliciosa
Pyrrhorachis deliciosa är en fjärilsart som beskrevs av W. Warren 1896. Pyrrhorachis deliciosa ingår i släktet Pyrrhorachis och familjen mätare. Inga underarter finns listade.